# Irodori Midori
Irodori Midori（イロドリミドリ）是Sega街机游戏《CHUNITHM》中的一支虛構高中女子乐队，并以相应的乐曲为中心进行电台广播、漫画、动画等媒体展开的跨媒体制作策划。由IOSYS的（D.watt）和担任原作，Hisasi提供插画。
2022年1月4日播送改编电视动画。

## 简介
相应乐曲均在Maimai、CHUNITHM出现。其中CHUNITHM的玩家提升用户等级后，还能看到创建前的故事剧情。最早该乐队只有5名成员，学园MVP篇后增加至7人，2018年10月25日开始第2章的剧情。
人物姓名取自春天的七种草药，1月7日被定为。
音乐MV《Change Our MIRAI!》由TRIGGER制作。

## 登场角色

### 舞原音乐大学附属舞原高中
舞原音乐大学附属舞原高中（舞ヶ原音楽大学付属舞ヶ原高等学校），简称舞舞（まいまい，音同maimai），为本作品的故事舞台，是一所课程范围从讲座到实践技能的音乐专业高中。来自全国各地的有意成为音乐家的年轻人聚集在一起，从入学第一年开始就有许多与音乐相关的课程。此外，它也是一所大学附属学校，是大学专业课程中学习古典音乐的第一阶段，大多数学生会继续直上所属大学。
学校政策鼓励“丰富而自由的音乐体验”，有很多学生参与的活动，比如不分班级和年级召集成员一起演奏乐队。会定期举办活动，包括从各种正式或非正式的学校现场表演、派对到全面的演奏，尤其是校内最大的活动“舞原未来FES.（MAIGAHARA MIRAI FES.）”（俗称“（My Fes）”），是一年一度的节日活动，校外来访者众多。

#### 
本作同名的主要乐团，在改编漫画中提到，当时主角们决定乐团名称时无法确定，在吃咖喱时明坂芹菜随意确定的。
明坂芹菜（配音：新田惠海）
高二生，所读专科为打击乐，乐队的领队，负责架子鼓，鼓的型号为Pearl VISION VML。4月21日出生，性格天真无邪，最喜欢有趣的事情，害怕打雷。 经常即时兴起想做的事，而不是从长考虑。学习能力不太好，由于听闻“在学园祭演奏的话就可以得到神秘学分”才决定组建乐队参加演出。
小时候力气很好，经常弄坏家里的东西，在小学一年级时，父亲给了一套鼓棒和军鼓，从此开始喜欢上打鼓，将鼓视为自己的朋友。
家里经营一家名为的咖啡厅。
名字来源于水芹。
御形爱丽丝安娜（配音：福原綾香）
高二生，所读专科为音乐教育，负责主音吉他，吉他型号是Ibanez RG450DXB。8月31日出生，学习能力优秀，精通作曲、调音，同时负责乐队的作曲。因为渴望参与乐队活动而加入这个乐队。很有责任感，所以经常被队友们忽悠去许诺办事。由于负责作曲，所以需要使用电脑来编写乐曲，但对电脑和计算机音乐不太熟悉，即使在凪的指导下学习使用。
家里还有一个哥哥和一个弟弟，母亲是英国人，父亲是业余的吉他收藏家，家里有一个吉他的收藏室。家境富裕，住在老式豪宅中，平时也需要接受淑女训练的课程。为了能买到一把自己喜欢的吉他，和父亲承诺努力学习，最终在一年级时成功实现承诺。
为了更好地和她对话，芹菜为了起了绰号，之后其他成员也这样称呼她。
姓氏来源于鼠麴草。
天王洲荠（配音：山本彩乃）
高二生，所读专业为声乐，负责节奏吉他，吉他为自制型号。3月20日出生，性格十分软绵绵，和蔼可亲，十分轻松的性格，所以出席活动时会经常迟到，但内心是十分努力的人，后辈们对她十分信任。负责乐队的作词，在刚入高中时就和芹菜认识，暗中就想组建一个乐队，在高二时芹菜听闻了传闻后，两人就决定一起组建乐队。
家里有两个姐姐，都已参加工作，父亲经营着一家名为的乐器工房，从小就对制作吉他感到兴趣，经常去父亲那里慢慢学习制作吉他的技术，自己所用的吉他就是在假期时自己尝试设计和制作的。在学校的社团为手工艺部。
名字来源于荠菜。
小佛凪（配音：佐仓薰）
高一生，所读专业为钢琴调音，负责键盘琴，电子琴型号为KORG SV-1 Reverse Key。7月12日出生，脑后经常绑着蓝色格子缎带蝴蝶结。在荠的劝说下加入乐队，也是乐队“实际上”的副领队，是乐队唯一会DTM的成员，也负责作曲。总能冷静合理地思考，平时总是脸色不好，沉默寡言，但会十分注重改进乐队，其中有为乐队建设专属的网站。
独生女，家住在一座高级公寓顶层，自小就接受十分严格的教育，学习过古典钢琴、绘画、芭蕾等，所以从小就没有过交心的朋友。由于自小就接受音乐教育，耳朵十分灵敏，能听出众人演奏中轻微的错误。
名字来源于稻槎菜。
箱部鸣（配音：M·A·O）
高一生，所读专业为贝斯，负责贝斯，贝斯型号为YAMAHA RBX4A2。1月1日出生，和芹菜是表姐妹，在芹菜半逼迫下加入乐队，十分淘气，但对于贝斯演奏是一名天才，虽然不太会读乐谱和演奏和弦，但在即兴表演上十分擅长，也经常在演奏中加入即兴的变奏。不太擅长理论思维，学习不太好，需要凪来指导。
有两个哥哥，哥哥们有在乐队演出，对贝斯的兴趣来源于对哥哥的影响。哥哥是个音乐器材爱好者，住房里有很多功放、效果器、自制器材等设备，鸣经常偷偷去哥哥的房间偷玩这些器材。也对动漫、游戏等亚文化有很深的了解。崇拜吉米·亨德里克斯、科特·柯本。
名字来源于繁缕。
月铃那知（配音：今村彩夏）
高三生，所读专业为小提琴，负责小提琴。10月24日出生。作为职业小提琴家活跃的天才演奏家，连续第二年获得学校MVP。有着独特的口癖。
名字来源于芜菁。
月铃白奈（配音：高野麻里佳）
高一生，所读专业为作曲，负责大提琴。12月12日出生。外表温和而文静，五官端正，在充满个性的舞舞学校并不常见。虽然不擅长交流，但对音乐有着独到的兴趣和行动力，而且不限于古典音乐，还包括摇滚音乐、流行音乐和动漫歌曲。
名字来源于白萝卜。

#### HaNaMiNa
五十岚抚子（配音：花井美春）

萩原七七濑（配音：東城日沙子）

葛城华（配音：丸岡和佳奈）

小野美苗（配音：伊藤美来）

## 音乐CD

### Change Our MIRAI!
《Change Our MIRAI!》是的第一张原声CD。 于2015年12月29日至31日在东京国际展览中心举办的Comic Market 89预售。 共收录13首歌曲，包括长版《Change Our MIRAI！》、每个成员演唱的个人版本、以及每个歌曲部分的器乐版本。

### 
《无敌We are one!!》是的第二张原声CD。于2016年2月20日在幕張展覽館举办的JAEPO2016预售。
《CHUNITHM原声音乐 》2016年8月12日至13日在东京国际展览中心举办的Comic Market 90预售。

### 东方Project合作CD
2016年5月8日，在“博丽神社年度祭 2016东方游戏展”上发行了与东方Project合作的音乐CD。

## 漫画
- 在Gamers（日语：ゲーマーズ）发行的免费月刊《From Gamers》发表， 每月20号发放。
- 另外也有发布漫画小电影，在官方网站和CHUNITHM的街机上作为演示动画发布。[13]

## 广播剧
从2015年7月19日起，在文化放送《超！A&G+》播出的“SEGA Girl's Hard SEGA Information RADIO“SEHARAJI””中，播放 环节内容。

## 电视动画
2022年1月4月播送改编电视动画。

### 制作人员
- 原作：、（SEGA）
- 角色原案：Hisasi
- 企划：CHUNITHM
- 监督、分镜、演出、乐器作画监督：田中千骏
- 系列构成：田中千骏、石仓礼
- 剧本：石仓礼
- 角色设计：佐藤健史、后藤香织
- 美术监督：魏斯曼（St.PILZ）
- 色彩设计：池田瞳
- 摄影监督：石山智之
- 编集：柳圭介
- 音响监督：西山宽基
- 音乐：D.watt(IOSYS)
- 设计协力：佐藤启太(SEGA)
- 动画制作人：映月
- 动画制作：晓
- 制作人：小清水纯（SEGA）、迹部泰广（FrontWing）
- 助理制作人：植村有纪子（SEGA）、石坂龙二（FrontWing）、河野丽生（FrontWing）
- 制作、宣传：SEGA、FrontWing
- 製作：彩绿新闻部

### 主题曲
無敵We are one!!
第1话的片尾曲。作曲、编曲、作词：y0c1e
brilliant better
第２话的片尾曲。作词：有里泉美，作曲：菊田大介，编曲：末益凉太、菊田大介

第3话的片尾曲。作词：，作曲： feat.，编曲：

第4话的片尾曲。作词：有里泉美，作曲、编曲：藤田淳平

第5话的片尾曲。作词uRy，作曲、编曲：広川恵一

第6话的片尾曲。作词，作曲、编曲：D.watt
Change Our MIRAI!
第7话片尾曲与第8话的插曲。作词、作曲、编曲：fu_mou，第8话中由的五人演唱。

### 各话列表
| 话数   | 日文标题 | 中文标题       | 作画监督           | 首播日期      |
| ------ | -------- | -------------- | ------------------ | ------------- |
| 第一话 |          | 聚集成员！     | 林夏菜             | 2022年 1月5日 |
| 第二话 |          | 获得词语！     | 彭佩琦             | 1月12日       |
| 第三话 |          | 获得干劲！     | 谢宛倩             | 1月19日       |
| 第四话 |          | 获得曲名！     | 小松香苗           | 1月26日       |
| 第五话 |          | 获得未知的纸！ | 彭佩琦、樱井拓郎   | 2月2日        |
| 第六话 |          | 获得睡衣！     | 杜野都             | 2月9日        |
| 第七话 |          | 获取正式出场！ | 小松香苗、田中千骏 | 2月16日       |
| 第八话 |          | 获得学分！     | 田中千骏           | 2月23日       |

### 播放电视台
日本深夜動畫：下文記載的日本国内播放時間使用日本標準時間（UTC+9）表示。因為部分時間标识會採用30小时制，因此請留意这类超过24:00的时间，其實際播放時間為翌日清晨。
| 播放日期       | 播放時間（UTC+9）    | 播放電視台 | 播放地區 | 備註             |
| -------------- | -------------------- | ---------- | -------- | ---------------- |
| 2022年1月4日－ | 星期二 25:00 - 25:05 | TOKYO MX   | 東京都   |                  |
| 2022年1月6日－ | 星期四 22:00 - 22:05 | AT-X       | 日本全國 | 衛星電視，有重播 |

### 中国大陆译名问题
中国大陆一个日本动漫资讯自媒体“Anitama”在微博发布了相应的改编电视动画消息，但将作品译名为“不含月铃姐妹”，引起中国大陆爱好者们的注意。经过爱好者们追查后，确认在萌娘百科的该作品条目中该作品与其中的乐队同名，并且部分曲目又以该乐队“演奏”，但又由于缺少其中两个角色月铃姐妹参演，所以对应曲目的演出者编写为“(不含月铃姐妹)”；已知最早引用该括注作为译名的是一个汉化字幕组对该作品宣传PV的视频翻译；爱好者们怀疑翻译者或消息采编直接通过搜索引擎查到萌娘百科的内容，在没有核实原文原意下误将括号的注释理解为翻译名而沿用。最终Anitama发现并修正了译名，汉化字幕组的原PV翻译视频也已删除。现时作品名一般被翻译为“彩绿”。

## 现场表演
| 出出演年份 | 方式 | 标题 | 出演日期 | 会场                             | 出演嘉宾                                                          | 备注                   |
| ---------- | ---- | ---- | -------- | -------------------------------- | ----------------------------------------------------------------- | ---------------------- |
| 2016年     | 出演 |      | 2月20日  | JAEPO2016（幕張展覽館）          | 福原綾香、山本彩乃、佐仓薰、M·A·O                                 | 新田恵海只在视频中出演 |
| 2016年     | 出演 |      | 3月26日  | AnimeJapan2016（東京國際展示場） | M・A・O                                                           |                        |
| 2016年     | 出演 |      | 3月27日  | AnimeJapan2016（東京國際展示場） | 佐仓薰                                                            |                        |
| 2017年     | 出演 |      | 2月12日  | JAEPO2017（幕張展覽館）          | 新田恵海、福原綾香、山本彩乃、佐仓薰、M·A·O、今村彩夏、高野麻里佳 |                        |
| 2017年     | 出演 |      | 11月5日  | 赤坂BLITZ                        | 新田恵海、福原綾香、山本彩乃、佐仓薰、M·A·O、今村彩夏、高野麻里佳 |                        |